# Tony Fernandes
Pour les articles homonymes, voir Fernandes.
Anthony Francis Fernandes, couramment appelé Tony Fernandes, est un homme d'affaires malaisien né le 30 avril 1964 à Kuala Lumpur.
Fernandes fait carrière dans l'industrie de la musique. En 2001, il acquiert AirAsia, qui devient le leader du transport aérien low cost en Asie. Fernandes fonde l'écurie Caterham F1 Team, qu'il revend en 2014. Depuis 2011, il est l'investisseur principal du club de football londonien des Queens Park Rangers.
En octobre 2021, son nom est cité dans les Pandora Papers.

## Biographie

### Jeunesse et formation
Tony Fernandes est le fils d'un médecin et d'une professeur de piano. À douze ans, il quitte la Malaisie afin de poursuivre ses études dans un pensionnat britannique, l'Epsom College (en), où il se passionne pour la pratique du sport. Il est diplômé en comptabilité de la London School of Economics,.

### Carrière dans l'industrie de la musique
Durant quatorze ans, il travaille dans l'industrie de la musique. Fernandes est employé par Virgin Group, l'entreprise créée par Richard Branson, en tant que contrôleur financier. Il regagne la Malaisie et est nommé vice-président de Warner Music Group pour l'Asie du Sud-Est. Lorsque la fusion avec AOL est annoncée, il décide de quitter l'entreprise.

### AirAsia
Fernandes, qui souhaite lancer une compagnie aérienne à bas prix en Malaisie, persuade le premier ministre Mahathir Mohamad. Celui-ci donne son accord, à la condition qu'il reprenne une société existante,. En septembre 2001, l'homme d'affaires acquiert AirAsia pour la somme symbolique de 1 ringgit. La petite compagnie aérienne, dont les dettes s'élèvent alors à 11 millions de dollars, couvre seulement trois destinations avec ses deux Boeing 737. Ayant besoin de ressources pour développer la société, Fernandes hypothèque sa maison et investit 500 000 dollars. Il s'inspire de la stratégie d'Easyjet et engage Conor McCarthy, un ancien dirigeant de Ryanair pour l'aider à remettre sur pied la compagnie aérienne. Il redresse AirAsia, qui devient le leader du marché low cost en Asie,.
Il prend une participation dans plusieurs compagnies aériennes basées aux Philippines, en Thaïlande, ou encore en Indonésie. AirAsia détient ainsi 49 % du capital de la compagnie indonésienne Awair, rebaptisée Indonesia AirAsia en 2005.

### Tune Group
Fernandes lance d'autres entreprises, regroupées dans son holding Tune Group (en). En 2007, il fonde Tune Hotels, une chaîne d'hôtels à bas prix, puis en 2009 Tune Talk, un opérateur de réseau mobile virtuel,.

### Autres activités

#### Formule 1
En 2009, Tony Fernandes fonde une écurie de Formule 1 sous la dénomination Lotus F1 Racing. Elle prend le nom Caterham F1 Team en 2012. L'écurie rencontre des difficultés et passe plus de quatre saisons sans marquer un seul point. Fernandes, qui trouve l'aventure trop coûteuse, la revend en juillet 2014 à un groupe d'investisseurs venant de Suisse et du Moyen-Orient.

#### Football
En 2011, l'homme d'affaires malaisien s'intéresse au club anglais de football West Ham United FC, mais ne peut convaincre les actionnaires de lui vendre leurs parts. La même année, il devient l'investisseur principal du Queens Park Rangers Football Club dont il contrôle 66 % du capital,.

#### Médias
En 2013, il participe à The Apprentice Asia, la version destinée aux pays asiatiques de l'émission de télé-réalité américaine The Apprentice.

## Vie privée
Fernandes était marié à Deborah Lee Bergstrom de 1994 à 2004 ; ils ont eu deux enfants.
En 2017, il épouse l'actrice sud-coréenne, Chloe Kim,. En octobre 2021, il annonce la naissance de son troisième enfant.

## Distinctions
Tony Fernandes est fait officier de la Légion d'honneur en 2010, puis est promu au grade de commandeur en 2013. En 2011, il est nommé commandeur de l'Ordre de l'Empire britannique.